# Años de aprendizaje itinerante

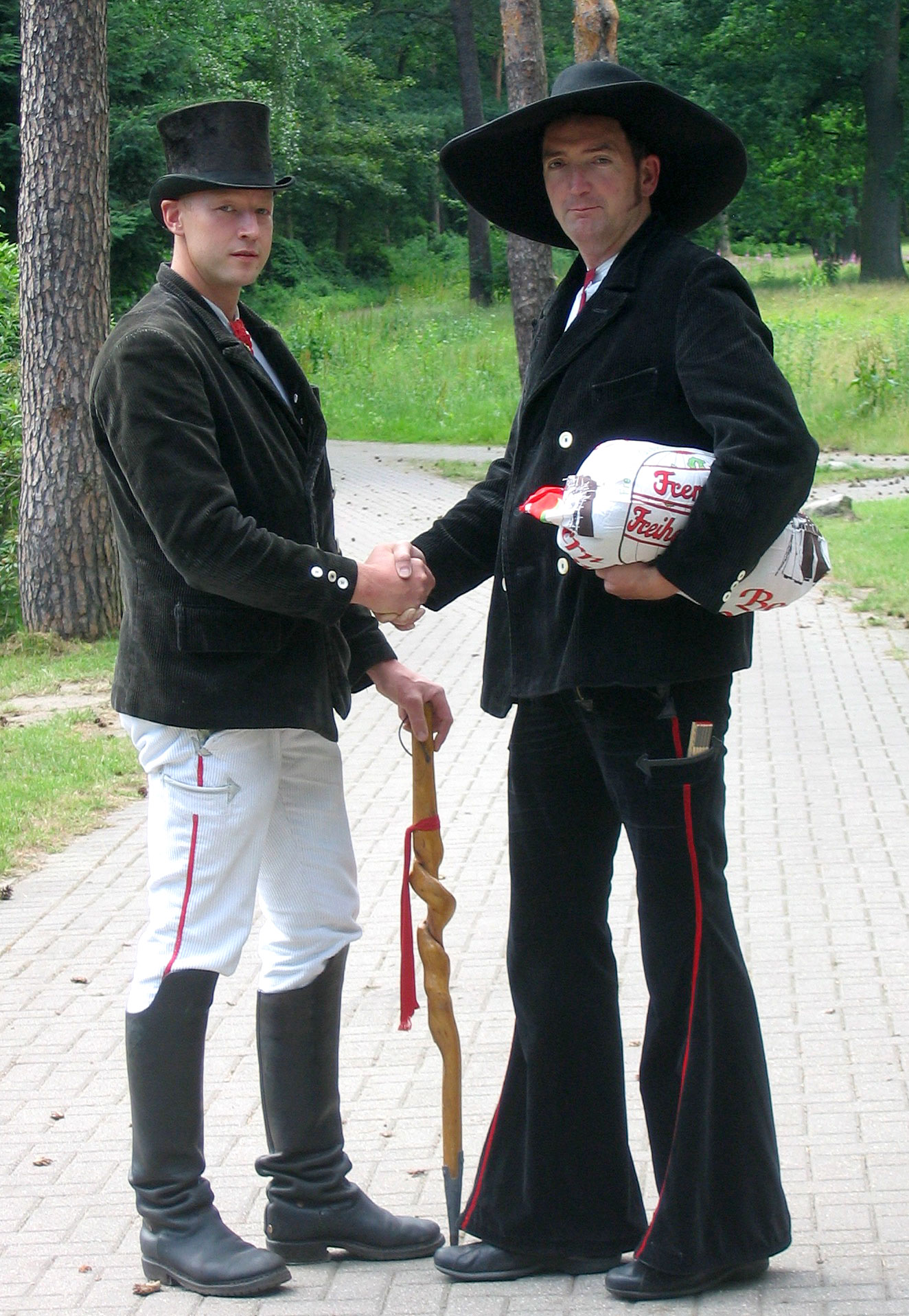
Aprendiz de carpintero alemán en su año itinerante con el traje tradicional (se puede apreciar el metro en el bolsillo lateral)

Los años de aprendizaje itinerante se refieren al período de movilidad que los profesionales pertenecientes a distintos gremios de la Europa Central en la Baja Edad Media y hasta la Industrialización realizaban después de su tiempo de aprendizaje y antes de poder examinarse como maestros de su oficio. Durante los años de aprendizaje itinerante debían conocer nuevas formas y técnicas de trabajo, nuevos lugares, regiones y países y adquirir experiencia de vida.
La historia de los años de aprendizaje itinerante forma parte de la historia de la artesanía y de la industria centroeuropea así como de la investigación de las migraciones y hasta la fecha ha sido sólo parcialmente reconstruida.